# Scybalophagus rugosus
Scybalophagus rugosus là một loài bọ cánh cứng trong họ Bọ hung (Scarabaeidae).